# Acolutha talis
Acolutha talis är en fjärilsart som beskrevs av Louis Beethoven Prout 1928. Acolutha talis ingår i släktet Acolutha och familjen mätare. Inga underarter finns listade i Catalogue of Life.